# 崇保
崇保（1817年—？年），萨克达氏，字峻峰，号学莲，满洲镶黄旗人，进士出身，清朝政治人物。

## 生平
隶镶黄旗满洲景禧佐领下，道光丁酉科举人、甲辰科进士。进入仕途之后，曾获赐头品顶戴，历任甘肃布政使、山东布政使，又诰授光禄大夫。

## 家庭
- 始祖雅鼐。“雅鼐，鑲黄旗人，世居薩克達地方，國初率兄弟族人來歸，授備禦官，其子郎希、屯泰、賽音布俱原任佐領。……曾孫常書原任吏部侍郎兼佐領”（据《八旗滿洲氏族通譜》卷35）。
- 世祖薩克達氏。
- 世祖嵩海，世襲佐領。
- 世祖常书，佐领、吏部侍郎。
- 太高祖常泰，通政使司通政使。
- 高祖常能，吏部郎中。
- 曾祖海晏，监察御史。
- 祖父景裕，廣東雷瓊兵備道。祖母白佳氏。胞兄景禄，都察院左都御史；景禧，佐领。
- 父興科，奉天府尹、驻藏办事大臣、正蓝旗汉军副都统。母伊爾根覺羅氏，生母張佳氏。
- 胞兄嵩保，四川保寧府知府。妻輝發那拉氏（父内务府正白旗满洲延昌，祖父成文，姑母輝發那拉氏封道光帝之和妃 (道光帝)，从堂侄道光辛丑恩科進士麒慶）。胞兄岱保，河南登封縣知縣。
- 胞姊薩克達百保（字友蘭，別號長白女史），著有《冷紅軒詩集》二卷并附詞，嫁正红旗满洲瓜爾佳氏延祚（父文华殿大学士文端公桂良）。夫早亡，养子成人。其子署浙江布政史、騎都尉、壯介公麟趾 (瓜爾佳氏)；咸丰十一年（1861年）十二月，太平軍攻破杭州，麟趾殉难，百保怀子布政史印，投池死（据恩华《八旗艺文编目》）。
- 胞姊薩克達氏，嫁内务府正黄旗汉军張玉年（其祖父乾隆壬辰（1772）进士百齡）。
- 妻卜拉木氏（父正黄旗满洲、山東巡撫、吉林將軍經額布，胞兄訥津娶正红旗满洲、文华殿大学士瓜爾佳氏文端公桂良之女），彭氏。
- 子成厚。
- 子成昌，光绪14年（1888）戊子科顺天乡试举人。
- 女薩克達氏，嫁鑲藍旗滿洲、陝西候補直隸州知州富察氏孚仁。